# Малая Гора (Архангельская область)
Малая Гора — деревня в Холмогорском районе Архангельской области.

## География
Находится в центральной части Архангельской области на расстоянии приблизительно 18 км на север-северо-запад от села Емецк в низовьях речки Сия. Входит в куст деревень Сия.

## История
В 1859 году здесь (тогда деревня Холмогорского уезда Архангельской губернии) было учтено 5 дворов. До 2022 года входила в Емецкое сельское поселение до его упразднения.

## Население
Численность населения: 31 человек (1859 год), 48 (1905), 7 (русские 100 %) в 2002 году, 3 в 2010.